# Damián Malrechauffe
Damián Malrechauffe, vollständiger Name Damián Alejandro Malrechauffe Verdún, (* 19. Oktober 1984 in Montevideo) ist ein ehemaliger uruguayischer Fußballspieler.

## Karriere
Der 1,86 Meter große Defensivakteur Malrechauffe stand zu Beginn seiner Karriere bis Mitte Juli 2009 in Reihen des Erstligisten Danubio FC. Während des Gewinns der uruguayischen Meisterschaft im Jahr 2004 gehörte er bereits als Ersatz- bzw. Ergänzungsspieler dem von Gerardo Pelusso trainierten Meisterkader an. In der Saison 2006/07 gehörte er dann zur Kernmannschaft Danubios, die unter Gustavo Matosas erneut Uruguayischer Meister wurde. In der Saison 2008/09 erzielte er bei den Montevideanern zwei Tore in der Primera División. Von Juli 2009 bis Ende Juni 2010 war er auf Leihbasis für den mexikanischen Verein Club Tijuana aktiv. In der Spielzeit 2009/10 bestritt er 34 Partien (zwei Tore) in der Liga de Ascenso.
Nach seiner Rückkehr zu Danubio lief er dort bis Ende Juni 2012 in 59 Erstligabegegnungen auf und schoss vier Tore (Saison 2010/11: 29 Spiele/2 Tore; 2011/12: 30/2). Sodann wurde er erneut für ein Jahr bis Ende Juni 2013 verliehen. Aufnehmender Klub war dieses Mal Cúcuta Deportivo aus Kolumbien. Bei den Kolumbianern absolvierte er in dieser Zeit 27 Ligapartien (zwei Tore) in der Primera A, zwei Play-off-Spiele (kein Tor) und eine Begegnung (kein Tor) in der Copa Colombia.
Anschließend folgte bis zum Jahresbeginn 2014 eine weitere Ausleihe zu Colo Colo. Bei der Ersten Mannschaft der Chilenen kam er in der Liga – jeweils ohne persönlichen Torerfolg – dreimal, in der Zweiten Mannschaft einmal zum Zug. In der zweiten Januarhälfte 2014 lieh Danubios Ligakonkurrent Racing Malrechauffe aus. Bis zum Ende der Clausura 2014 bestritt er neun Erstligabegegnungen (kein Tor). In der Apertura 2014 wurde er bei Racing 14-mal in der höchsten uruguayischen Spielklasse eingesetzt und erzielte dabei fünf Treffer. Ende Januar 2015 wechselte er nach Argentinien zu Quilmes AC. Dort bestritt er 28 Erstligaspiele (ein Tor) und zwei Partien (kein Tor) in der Copa Argentina. Seit Juli 2016 steht er wieder beim Danubio FC unter Vertrag und schoss in der Saison 2016 ein Tor bei 13 Erstligaeinsätzen.

## Erfolge
- Uruguayischer Meister: 2004, 2006/07